# Gare de Saint-Girons
La gare de Saint-Girons était une gare ferroviaire française de la ligne de Boussens à Saint-Girons, située à proximité du centre ville de Saint-Girons, sous-préfecture du département de l'Ariège, en région Occitanie.
Elle est mise en service en 1866 par la Compagnie des chemins de fer du Midi et du Canal latéral à la Garonne. C'était une gare de la Société nationale des chemins de fer français (SNCF), fermée aux voyageurs en 1969 et aux marchandises en 1991.

## Situation ferroviaire
Établie à 391 mètres d'altitude, la gare de Saint-Girons est située au point kilométrique (PK) 98,2 de la ligne de Boussens à Saint-Girons, après la gare de Saint-Lizier (fermée). Elle était également l'aboutissement de la ligne de Foix à Saint-Girons, ouverte en 1903 et fermée en 1955. De 1911 à 1937, la gare est le point de départ de la ligne de Saint-Girons à Sentein.

## Histoire
La gare de Saint-Girons est mise en service le 15 février 1866 par la Compagnie des chemins de fer du Midi et du Canal latéral à la Garonne lorsqu'elle ouvre la ligne de Boussens à Saint-Girons, qui permet la circulation des trains depuis Toulouse via l'embranchement à Boussens avec la ligne de Toulouse à Bayonne. Cette première gare est construite en bois, et sera remplacée par une nouvelle gare avec marquise vers 1904.
Elle devait être au départ d'une ligne Saint-Girons-Lérida en Espagne (par une bifurcation à Lacourt depuis la ligne de Foix) dont les travaux importants dans les gorges de la Ribaute n'ont jamais abouti à la pose des voies jusqu'à Oust.
En 1985 a lieu la démolition de la marquise.

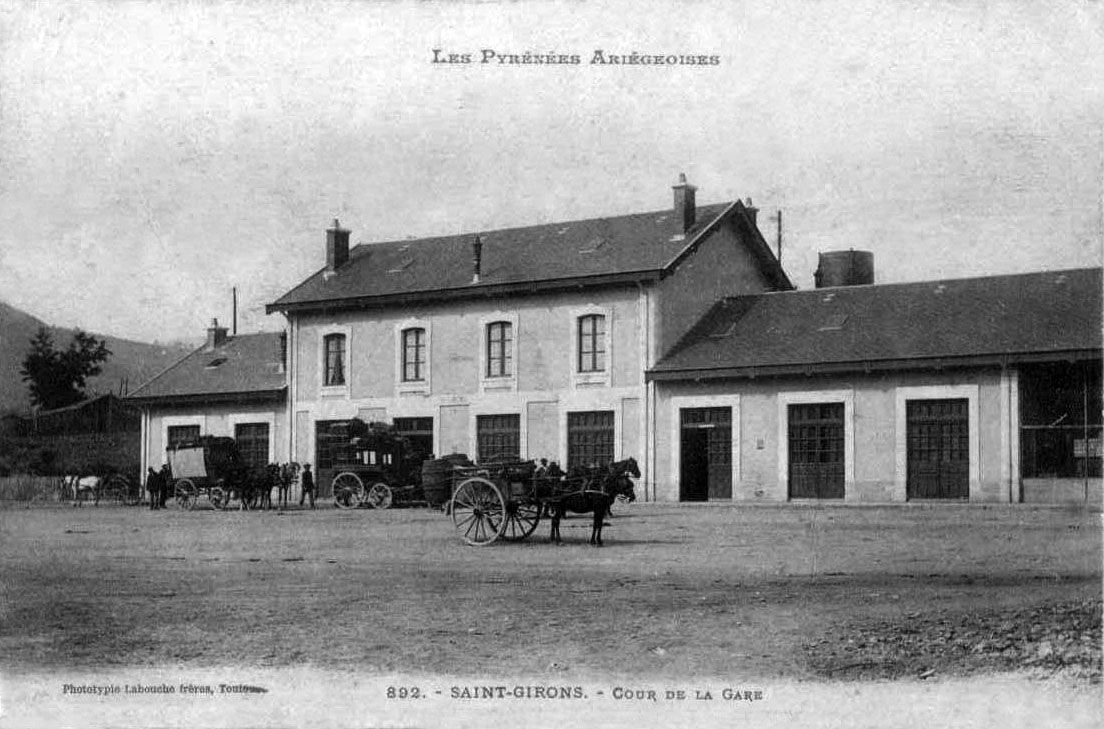
La cour de la gare et le bâtiment voyageurs vers 1910.
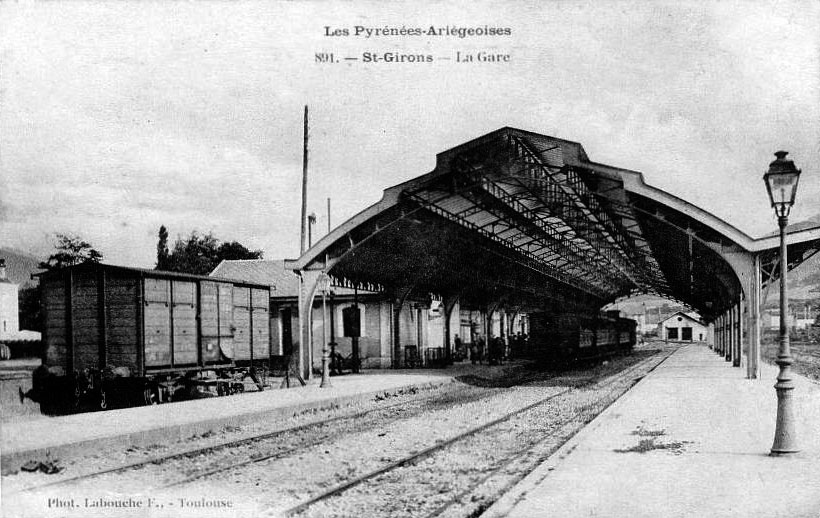
La marquise sur les voies et quais vers 1910

## Service des voyageurs
Devenu communal, le bâtiment de la gare existe toujours pour d'autres utilisations (musée du Chemin de la Liberté...) et demeure un arrêt pour les autocars. Un espace multimodal a été ouvert en août 2013 à l'initiative de la commune dans une partie de l'ancienne gare afin de fournir des informations et des billets SNCF pour les déplacements en Occitanie, et plus particulièrement pour la ligne de Saint-Girons à Boussens par autocar. Cette ligne est prolongée en hiver à certains horaires de Saint-Girons à la station de sports d'hiver de Guzet.

## Musée du chemin de la Liberté
Sur la façade arrière du bâtiment se trouve la maison du chemin de la Liberté qui présente des événements liés à la Seconde Guerre mondiale et notamment les évasions de France vers l'Espagne par des chemins discrets la chaîne des Pyrénées.